# نابه‌شیما کاتسوشیگه

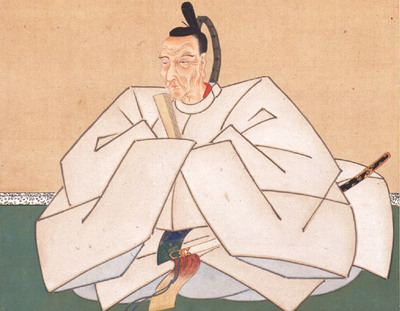
نابه‌شیما کاتسوشیگه، یک دایمیو در اوایل دورهٔ ادو

نابه‌شیما کاتسوشیگه (به ژاپنی: 鍋島勝茂 Nabeshima Katsushige) (۴ دسامبر ۱۵۸۰ –۷ مه , ۱۶۵۷) یک دایمیو در اوایل دوره ادو بود.